# Feelin' This Way
『Feelin' This Way』（フィーリン・ディス・ウェイ）は、KAIの2枚目のフルアルバムである。2010年7月7日にテイチクエンタテインメントより発売された。

## 概要
主にプロダクトされたオリジナル楽曲・洋楽ヒット・チューン・インストゥルメンタル曲等を完全収録したアルバム作品。
全曲がプロデュース・ナカムラヒロシに作曲・編曲を手掛けている。

## 収録曲
1. Be With You [5:13]
作詞：kAI・ナカムラヒロシ、作曲・編曲：ナカムラヒロシ
2. Stay [5:38]
作詞：Yoske Kakegawa、作曲・編曲：ナカムラヒロシ
3. Carnival [4:36]
作詞・作曲：Nina Persson・Magnus Sveningsson・Peter Svensson、編曲：ナカムラヒロシ
4. Gymnopedies [3:40]
演奏：kAI、作曲：Erik Satie、編曲：ナカムラヒロシ
5. Say Goodbye [5:32]
作詞：George Cockle、作曲・編曲：ナカムラヒロシ
6. Just Before Dawn [3:24]
演奏・作曲・編曲：kAI
7. Big Yellow Taxi [4:17]
作詞・作曲：Joni Mitchell、編曲：ナカムラヒロシ・kAI
8. Shinin' On [6:24]
作詞：kAI、作曲：DJ OMKT・ナカムラヒロシ、編曲：DJ OMKT・MJ